# ジョゼフ・フィリップ・ルメルシェ・ラロッシュ
ジョゼフ・フィリップ・ルメルシェ・ラロッシュ（フランス語: Joseph Philippe Lemercier Laroche、1886年5月26日 - 1912年4月15日）は、ハイチの工学者。タイタニック号唯一のアフリカ系乗客である。 
身重だったフランス人の妻と2人の娘とともに、二等船客としてタイタニック号に乗船していた。同船の沈没事故では彼女たちを救命ボートに乗せた後、自身は犠牲となった。なお、娘の1人であるルイーズ・ラロッシュ（1910年7月2日 - 1998年1月28日）は事故の最後の生存者の一人である。
アトランタのシャロン・J・ウィリスが2003年のナショナル・ブラック・アーツ・フェスティバルの一環で制作した三幕オペラ『ラ・ロッシュ』は、彼の生涯に基づいている。この作品は同年7月18日にキャランウォルド美術館センターで初演された。

## 前半生
ジョゼフ・フィリップ・ルメルシェ・ラロッシュは1886年5月26日にハイチのカパイシャンで生まれた。15歳でフランスのボーヴェに留学し、工学を学んだ。卒業後にフランス人のジュリエット・ラファルグと結婚している。しかし、人種差別の問題から黒人のジョゼフがフランスで適した職を見つけることはできなかった。ワイン業者である義父との生活に飽き飽きした彼は、最終的に家族を連れてハイチへ帰国しようと考えていた。彼の叔父であるハイチ共和国大統領シンシナトゥス・ルコンテは、彼に数学教師の職を取り計らっている。
長女のシモーヌ・マリー・アンヌ・アンドレ・ラロッシュは1909年にパリで生まれた。次女のルイーズ・ラロッシュも同じくパリで、1910年7月2日に生まれた。

## タイタニック号
元々ラロッシュ一家は1912年後半にフランスを発とうと計画していた。しかし、この頃ジュリエットが3人目を身籠っていることが発覚したため、ジョゼフはハイチで出産できるように帰国を早めようと考えた。
ジョゼフの母親は、彼らのために客船フランス号の一等乗船券を購入した。しかしフランス号を運用していたフレンチ・ライナーの取り決めでは、子供たちは育児室に預けておかなければならず、両親とともにディナーを食べることは許されていなかった。そのことを知っていた彼は、フランス号ではなくタイタニック号の二等船客として帰国する道を選んだ

。
1912年4月10日、一家はシェルブールから二等船客としてタイタニック号に乗船した。なお、タイタニック号はシェルブール港には大きすぎたため、ホワイト・スター・ライン社はテンダーボートのノーマディック号を手配して船まで乗客を送り届けている。
4月14日の午後11時40分、北大西洋を航行中だったタイタニック号は氷山と接触した。ジョゼフはジュリエットを起こし、彼女に船が事故を起こしたことを伝えた。彼は貴重品を全てポケットに入れ、妻とともに眠っていた子供たちを連れて甲板へ上がった。ジュリエットと子供2人は救命ボートに乗り込んだ。このボートにはとある伯爵夫人が同席していたことをジュリエットは覚えていたが、この時彼女たちが何号ボートに乗ったのかははっきりしていない。8号ボートには第19代ロシズ伯爵ノーマン・レズリーの夫人であるノエル・レズリーが乗り込んでいたため、ジュリエットたちもこのボートに乗っていた可能性が高い。
ジョゼフはこの事故で犠牲となったが、彼の遺体は最後まで発見されなかった。
4月15日、ジュリエットと子供たちはカルパチア号によって救助された。2人の姉妹はまだ幼かったため、黄麻布の袋に入れられて甲板まで運ばれている。カルパチア号に乗船中、ジュリエットは子供たちのおむつとして使えるリネンの確保に非常に苦労した。余りがなかったため、彼女は食事が終わるたびにナプキンの上に座って隠し持ち、船室に戻ってから即席のおむつを作ってやりくりしている。4月18日、カルパチア号はニューヨークに到着したが、彼女たちには面会の人がいなかった。そのため、ハイチには留まらない決意を固めた彼女は、家族がいるフランスのヴィルジュイフへ戻った。翌月ヴィルジュイフに到着し、そこでジョゼフの忘れ形見となった子を出産した。生まれたのは男の子であり、彼は父親と同じジョゼフと名付けられている。

## その後
1995年3月、ルイーズ・ラロッシュは1912年にタイタニック号へ運ばれて以来約80年振りにノーマディック号に乗船した。また、彼女は同じくタイタニック号事故の生存者であるミルヴィナ・ディーンと交流を深めている。同年、彼女はタイタニック歴史協会から、シェルブールからタイタニック号に乗船した乗客を記念する標石が贈られた。
ルイーズは1998年1月28日に87歳で死去した。これによりタイタニック号の生存者はこの時点で残り7人となった。なお、ミルヴィナが2009年5月31日に死去したことで、タイタニック号に乗船していた人物は全員がこの世を去ったことになる。